# Jens Laursøn Emborg
Jens Laursøn Emborg (22 december 1876 i Ringe – 18. april 1957 i Vordingborg) var en dansk lærer, komponist og organist. Han blev født i Ringe på Fyn som den ældste af fem brødre, der alle spillede på et strygeinstrument. En af brødrene var Ejnar Emborg, en anden Aage Emborg, som begge var komponister og musiklærere. De to andre brødre var Svend Emborg, hvis søn Harald Bjerg Emborg også var i musikbranchen og Rasmus Emborg, hvis oldebarn er jazzpianisten og komponisten Jørgen Emborg. 
Som barn fik J.L. Emborg sporadisk undervisning på violin af en omvandrende spillemand. Som halvstor dreng, inden konfirmationen, begyndte han at tage musikken alvorligt og spillede en overgang bratsch i en lokal strygekvartet. I den forbindelse komponerede drengen en klaverkvintet, som var så god, at hans voksne medspillere ønskede, at han skulle sendes på konservatoriet i København. Hans far var lærer, og han ønskede at sønnen skulle have et mere sikkert erhverv, så Jens kunne vælge mellem landbrug eller en uddannelse til lærer. Som lærer kunne han dog blive lidt ved musikken, så Emborg drog til Jelling Seminarium og blev uddannet der i 1895. I 2 år var han hjælpelærer hos sin far, hvorefter han fik arbejde som sang- og musiklærer ved Vordingborg Seminarium, et job der varede fra 1897 til 1939. 
I de første år i Vordingborg drog han ofte til København for at videreuddanne sig i violin, orgel og komposition hos Valdemar Tofte og Otto Malling. I 1906 blev han organist ved Vordingborg Kirke, en post han holdt til 1952. I 1925 modtog Emborg Det anckerske Legat. Fra 1939-1947 var han statens sanginspektør, en slags rådgiver og konsulent for Undervisningsministeriet.
Emborg var overordentlig produktiv. Frem til 1905 skrev han en masse musik, som han for størstedelens vedkommende destruerede. Alligevel har han efterladt sig mere end 100 opusnumre, hvoriblandt er 3 operaer, 5 symfonier, en del instrumentalkoncerter, anden orkestermusik, mange kammermusikværker, rigtig mange sangværker lige fra enkle småsange til større værker med kor soli og orkester og endelig en del orgelværker.
På trods af sin bopæl i Vordingborg, godt af vejen for det officielle musikliv, fik han hyppigt sin musik opført både i Danmark og frem til først i 30’erne også i Tyskland. Meget af hans musik er skrevet med henblik på et tysk publikum. 
Musikken beskrives som traditionel. Den er teknisk velfunderet og melodiøs. Orkesterbesætningen er tit reduceret, og Emborg sympatiserede ikke med senromantikkens overvældende orkesterklange. Han holdt på en enklere lyd, som var inspireret af barokmusikken.
Opus 91 Vor moder jord, blev opført ved indvielsen af studie 1, koncertsalen i det gamle radiohus, som nu er musikkonservatoriets koncertsal.

## Musik
Der er stor divergens i de forskellige kilder med hensyn til opusnummereringen, så denne liste må tages med forbehold.
- op. 1 Nocturne, (cello og klaver)
- op. 2 6 folkelige sange (1906)
- op. 3 4 festdagssekvenser (sang, strygeorkester og orgel – 1906)
- op. 4 Strygekvartet nr. 1 i d-mol (1907)
- op. 5 I Skumringen (to novelletter for strygeorkester – 1906)
- op. 6 Berceuse (violin og klaver)
- op. 7 Klarinetkvintet (1907)
- op. 8 Koncertouverture i A-dur (orkester – 1908)
- op. 10 Sange
- op. 11 Korsange
- op. 12 Tre Digte af Henrik Ibsen (sange)
- op. 13 Strygekvartet nr. 2 i A-dur (1907)
- op. 14 6 sange med klaver (1909)
- op. 15 Motetter
- op. 16 5 sange (1910)
- op. 17 4 sange (1910)
- op. 18 Kammerkoncert (1910)
- op. 19 Romance (violin og orkester – 1910)
- op. 20 Symfoni nr. 1 i g-mol (1910)
- op. 21 Nattebilleder (trio for violin, cello og klaver – 1911)
- op. 23 Nordische Tänze (violin og klaver)
- op. 24 Lyriske sange (1912)
- op. 25 Strygekvartet nr. 3 i g-mol (1915)
- op. 26 Sonate (violin og klaver – 1913)
- op. 27 Vier Lieder
- op. 28 10 Klavierstücke
- op. 29 Zwei nordische Tänze für Violine und Pianoforte
- op. 30 Drei Duette (sopran og baryton med klaver – 1914)
- op. 31 Saul (baryton og orkester)
- op. 32 26 koralforspil (1916)
- op. 33 4 Klavierstücke
- op. 34 Præludium og Elverdans. To Fantasistykker for Orkester (1916)
- op. 35 Zwei Tänze für Pianoforte
- op. 36 9 småsange (1916)
- op. 37 Agnete og Havmanden (soli, kor og orkester – 1916)
- op. 38 Den jydske Hede (baryton og orkester – 1916)
- op. 39 Jesu Indtog i Jerusalem (kirkekantate for blandet kor, børnekor, lille orkester, solo og orgel -1920)
- op. 40 Sjølund (mandskor og messingblæsere – 1917)
- op. 41 Symfoni nr. 2 (1918)
- op. 42 Strygekvartet nr. 4 (Oktober – 1920)
- op. 43 Telse (opera – 1919)
- op. 44 Fire orgelkompositioner (1921)
- op. 45 Tre Sange med Ritorneller (mezzosopran, klarinet og strygekvartet – 1922)
- op. 46 Ur Fridolins poesi. Dalmålningar och andra visor (1921)
- op. 47 Festmotette (8-stemmigt kor, orgel og blæsere – 1924)
- op. 48 To Fantasistykker for Orchester (1921)
- op. 49 Orgelkoncert (med klaver og strygere – 1921)
- op. 50 De 12 masker (variationsværk for orkester 1921)
- op. 51 Concerto grosso (1921)
- op. 52 Drei Quartette (sange – 1923)
- op. 53 Strygekvartet nr. 5 i h-mol (1923)
- op. 54 Sonate (violin og orgel 1924)
- op. 55a Drei kleine Stücke (fløjte, violin og viola – 1923)
- op. 55b Drei kleine Stücke (obo, viola og cello – 1923)
- op. 56 Das goldene Geheimnis (komisk opera 1924)
- op. 57 Kammerkoncert (violin, fløjte, klaver og strygere)
- op. 58 Violinkoncert (med kammerorkester – 1926)
- op. 59 Julekantate (sopran, tostemmigt bl. kor, 2 oboer, Strygere og orgel/klaver – 1925)
- op. 60 Drei Motetten a capella (1925)
- op. 61 Seks aandelige Sange for en Solostemme med Orgelledsagelse (1925)
- op. 62 Motetter
- op. 63 Motetter (blandet kor)
- op. 64 Kantate Paa Paaskedag (bas, 2 fløjter, strygere og orgel)
- op. 65 20 små orgelpræludier (1927)
- op. 66 Symfoni nr. 3 (Sinfonia per un orchestra piccola 1928)
- op. 67 Preludio e ciacona (klaver 1928)
- op. 68 Spaniolerne (skuespil af Morten Korch – 1928)
- op. 69 Gespräch auf der Paderborner Heide (sang og 13 soloinstrumenter – 1928)
- op. 70 Obokoncert (1929)
- op. 71 Den grønne Lanterne (ballet-pantomime – 1930)
- op. 72 Klaverkoncert (med strygeorkester – 1930)
- op. 73 Tre divertimenti (1931)
- op. 74 Blæserkvintet (1931)
- op. 75 Quartetto nr. 6 i C-dur (1931)
- op. 76 Matthæuspassion (orgel, strygere, soli og kor – 1931)
- op. 77 Kærestefolkene (skoleopera – 1931)
- op. 79 Noget at synge og spille for Skole og Hjem (ogsaa for Korforeninger og Kirkekor)
- op. 78 Pinse-Motet : For blandet Kor à capella,
- op. 80 Hymne til Stormen (mandskor, baryton og orkester)
- op. 81 Musik for Klaver
- op. 84 Duetto
- op. 85 Duo for Klaver og Violin
- op. 86 6 Sange for tre lige Stemmer
- op. 87 Violinkoncert (1938)
- op. 88 Fire nordiske Danse for lille Orkester
- op. 89 Symfonisk fantasi (orkester 1939)
- op. 90 Lidt af hvert: 25 Sange og Viser
- op. 91 Vor Moder Jord (soli, blandet kor og orkester – 1941)
- op. 92 Orgelkoncert nr. 2 (orgel + orkester)
- op. 93 Sonatine i Bb-dur (obo og Klaver)
- op. 94 Dagen og natten (4 st. blandet kor)
- op. 95 Klaverkoncert (1944)
- op. 96 Symfoni nr. 4 (1947)
- op. 97 Symfoni nr. 5 (1948)
- op. 98 Cellokoncert (1948)
- op. 99 Sankt Laurentius Vise for tenor, baryton, solo, mandskor & klaver (1952)
- op. 101 Trompetkoncert (1953)

- Danse rustique (cello og klaver 1907)
- Sommernatsstemninger (3 lige stemmer og strygeorkester – 1908)
- Meine Mutter (sang 1912)
- Suleima (sange for baryton og klaver 1918)

- Glemt og gemt (kantate for blandet kor og instrumenter)
- Efterslæt I-IX.
- Aften i Skoven (4-stemmig sang med klaver)
- Praeludium e fughetta for 2 Klaverer
- Präludium und Fuge Nr. 1 orgel
- Sommerblæst (kantate for blandet Kor og instrumenter)
- Sonatine i D-dur
- Sonatine (violin og harmonium)
- Strygekvartet i Eb
- Vandflodssagnet (recitation og klaver)
- Aaret i Danmarks Natur (mandskor)
- Hr. Witteborg (Blandet kor)
- Sange i Wikisource

Desuden en række sangbøger og sangpædagogiske udgivelser.